# Étendard (contre-torpilleur)
L'Étendard est un contre-torpilleur français, construit à Bordeaux et lancé en 1908, il fut mis en service en février 1909. Il combattit notamment en 1915 et en 1916 en mer du Nord, notamment près d'Ostende, mais, alors commandé par le lieutenant de vaisseau  Pierre Auguste Georges Mazaré, il fut attaqué par des torpilleurs allemands et explosa (sa soute à munitions fut atteinte par un obus) et se perdit corps et biens le 25 avril 1917 entre Dunkerque et Ostende.
Les circonstances de sa disparition ont été décrites par Paul Aubert.